# Хитрово, Фёдор Константинович
Фёдор Константи́нович Хитрово́ (15 февраля 1869 — 13 августа 1914) — русский генерал, участник русско-японской и Первой мировой войн, погибший в Галицийской битве.

## Биография
Православный. Из старинного дворянского рода Хитрово.
Окончил Владимирский Киевский кадетский корпус и 2-е Константиновское военное училище (1889), откуда был выпущен подпоручиком в Кексгольмский гренадерский полк.
Чины: поручик (1892), поручик гвардии (1894), штабс-капитан гвардии с переименованием в капитаны ГШ (1895), подполковник (1900), полковник (за отличие, 1904), генерал-майор (за отличие, 1913).
В 1895 году окончил Николаевскую академию Генерального штаба по 1-му разряду.
Служил старшим адъютантом штаба: 9-й пехотной дивизии (1896—1897), 5-й пехотной дивизии (1897—1898), 11-го армейского корпуса (1898—1900). В 1898—1899 годах отбывал цензовое командование ротой в 17-м пехотном Архангелогородском полку. Был обер-офицером для поручений (1900) и штаб-офицером для особых поручений (1900—1901) при штабе 11-го армейского корпуса, штаб-офицером для поручений при штабе Киевского военного округа (1901—1904).
В русско-японскую войну исполнял должность начальника штаба 1-й Сибирской пехотной (1904—1905) и 9-й Восточно-Сибирской стрелковой (1905) дивизий. Позднее командовал 11-м стрелковым полком (1905—1911) и 36-м пехотным Орловским полком (1911—1913).
31 декабря 1913 назначен командиром 2-й бригады 31-й пехотной дивизии, с которой вступил в Первую мировую войну. Во время галицийского наступления 3-й армии командовал авангардом дивизии. В сражении на реке Золотой Липе вёл атаку 123-го пехотного полка. Погиб в бою у Кропивна.

## Награды
- Орден Святого Станислава 3-й ст. (1901);
- Орден Святой Анны 3-й ст. с мечами и бантом (1904);
- Орден Святого Станислава 2-й ст. с мечами (1905);
- Орден Святой Анны 2-й ст. с мечами (1906);
- Орден Святого Владимира 4-й ст. с мечами и бантом (1907);
- Орден Святого Владимира 3-й ст. (1909).